# Радмило Пешић
Др Радмило Пешић је редовни професор Пољопривредног факултета Универзитета у Београду. Живи  у Београду.

## Организациона јединица
- Институт за агроекомномију
- Катедра за општу економску теорију, социологију, социологију села и пословно право.

Шеф је катедре.